# Păiușeni, Arad
Păiușeni este un sat în comuna Chisindia din județul Arad, Crișana, România.
- Geografie

Păiușeni este un sat în partea de vest a județului Arad, în Munții Zarandului, pe valea Păiușeni. Aparține de comuna Chisindia. Mai precis, din comuna Buteni, pe valea pârâului Chisindia se formează spre sud drumul comunal nr. 50, pe care mergând paralel cu acesta ajungem in localitatea cu același nume. Drumul continua apoi încă 6 km spre localitatea Păiușeni, situata pe latura nord-vestica a munților Zarandului. Păiușeniul este așezat intr-o frumoasa regiune cu culmi înalte, împădurite sau golașe, in care predomina stâncile semețe, cel mai înalt vârf fiind Vf. Bustaceu (804m). Un alt pisc din acest sector mai este si Vf. Piatra Păcurarului (627m).Potrivit legendei stanca a fost urcata de către un cioban in urma unui rămășag. Pitorescul regiunii si ospitalitatea localnicilor atrag aici numeroși turiști.
- Istorie

Legenda spune ca Paiuseniul a fost întemeiat de haiducii care aveau adăposturi in adâncul pădurilor, intr-o poiana care poarta denumirea localității. Satul care are o lungime de 7 km si-a păstrat așezarea tradiționala de-a lungul văii pârâului cu același nume (Păiușeni).
- Religie

In anul 1755 satul încă nu avea biserica si era filie la Chisindia. Numai după acest an este construită o biserica de lemn cu hramul “Sfântul Ignatie” si care in anul 1855 era in stare de ruina. In anul 1861 este sfintita o noua biserica de lemn, cu hramul “Întâmpinarea Domnului” si care după afirmațiile lui Coriolan Petreanu ar fi fost adusa de la Cuied. Biserica avea o pictura mai veche si alta din 1866 executata de Ion Feier si Pavel Tucra. După construirea actualei biserici de zid, cu hramul “Pogorarea Sfantului Duh”, in anul 1930, cea de lemn a fost vânduta prin licitație unui cetățean din satul Joia Mare.